# Balística terminal

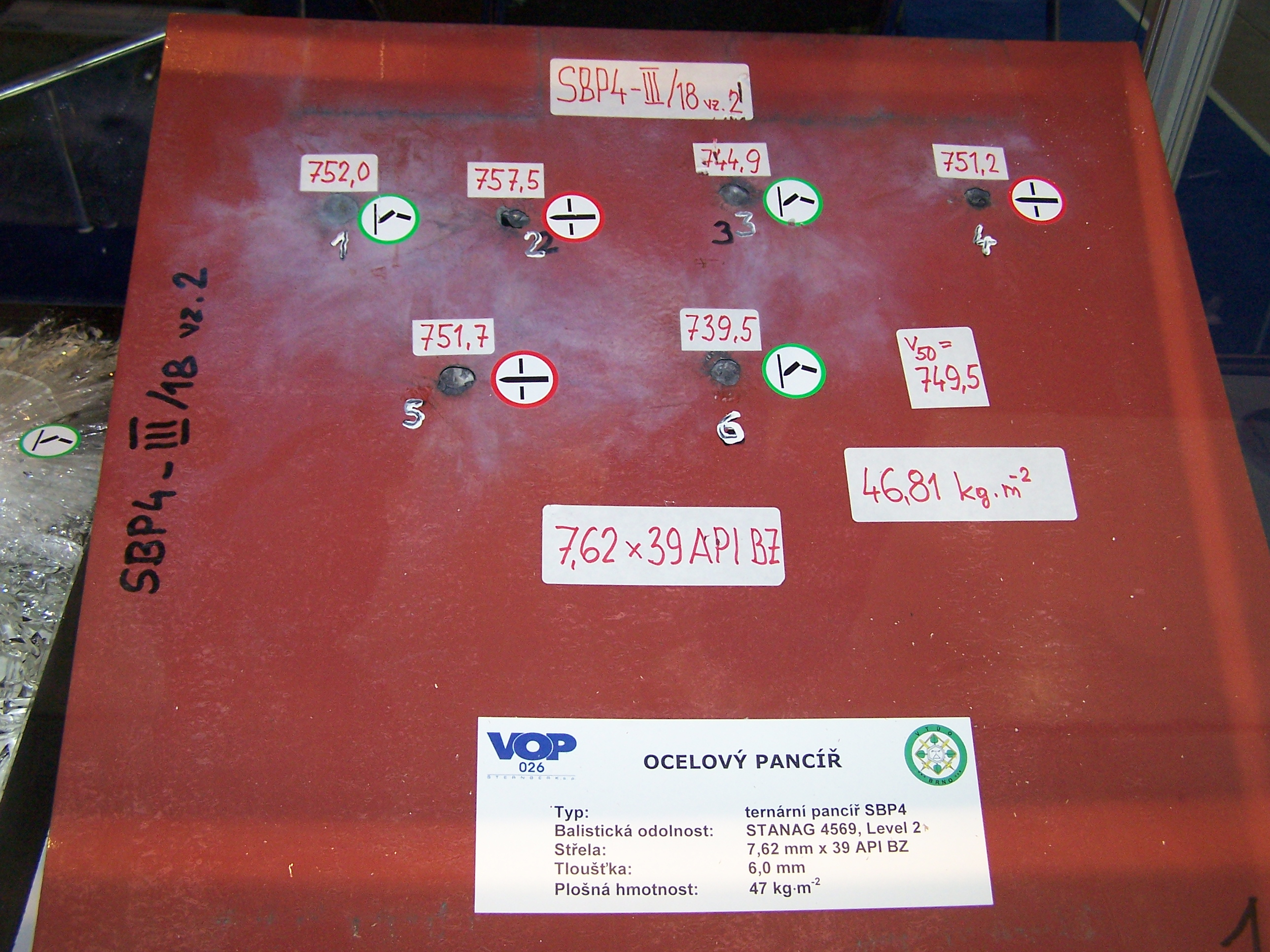
Fotografía de una Prueba balística.

La balística terminal, un subcampo de la balística, es el estudio del comportamiento de un proyectil cuando llega a su objetivo. De forma complementaria, se designa poder de parada a la capacidad de un proyectil de derribar un objetivo. La balística terminal es tan relevante para los proyectiles de pequeño calibre como para los proyectiles de grueso calibre (utilizados en artillería). El estudio de los impactos a velocidades extremadamente altas es aún relativamente reciente, y está todavía en su mayoría aplicado al diseño de naves espaciales. La balística médica estudia las heridas producidas por proyectiles en un ser vivo (hombre o animal) y la forma de tratarlas. 

## Balística terminal de pequeño calibre
Existen tres clases básicas de bala 
- Las diseñadas para la máxima precisión en diferentes rangos de distancia.
- Las diseñadas para maximizar el daño causado a un objetivo penetrando lo más profundamente posible.
- Las diseñadas para maximizar el daño causado a un objetivo por deformación, controlando la profundidad a la que la bala penetra.

La última clase puede limitar la penetración mediante la expansión o fragmentación del proyectil.